# Јонми Парк
Јонми Парк (кореј. 박연미; Хесан, 4. октобар 1993) севернокорејска је пребеглица и активисткиња чија је породица 2007. године побегла из Северне Кореје у Кину, а потом се 2009. настанила се у Јужној Кореји, пре него што се 2014. преселила у САД. Њена породица се 1990-их окренула трговању на црном тржишту током масовне глади у Северној Кореји.
Наводи да је њен отац послат у радни логор због шверца пре него што је породица отпутовала у Кину, где је с мајком пале у руке трговаца људима, те је продата у ропство пре него што је побегла у Монголију. Привукла је глобалну пажњу након говора на самиту One Young World Summit 2014. у Даблину. Њен говор о бекству из Северне Кореје, имао је преко 50 милиона прегледа за два дана на јутјубу и осталим друштвеним медијима, а тренутно броји више од 100 милиона.
У септембру 2015. објавила је мемоаре Order to Live: A North Korean Girl's Journey to Freedom. Води јутјуб канал „Voice of North Korea by Yeonmi Park”, лични влог где говори о вестима, политици и култури Северне Кореје. Њени политички ставови су окарактерисани као конзервативни, а лично је критиковала концепте политичке коректности и воук културу у САД, правећи паралеле између политичке коректности у САД и Северној Кореји.

## Биографија
Рођена је 4. октобра 1993. године у Хесану. Има старију сестру рођену 1991. године. Отац јој је био државни службеник који је радио у градској већници Хесана као члан владајуће Радничке партије Кореје, док јој је мајка била медицинска сестра у Војсци Северне Кореје. После Мукдентског инцидента, деда по мајци јој је емигрирао у Хунчун и борио се у непознатој фракцији у Другом кинеско-јапанском рату, али је враћен у Северну Кореју након што је изгубио два уда у железничкој несрећи. Баба по оцу такође јој је изгубила ногу у америчком ваздушном нападу на Чонгђин 1952. године.

## Дела
- Park, Yeonmi; Vollers, Maryanne (29. 9. 2015). In Order to Live: A North Korean Girl's Journey to Freedom. New York: Penguin Press. ISBN 978-0-698-40936-1. OCLC 921419691.
- Park, Yeonmi (14. 2. 2023). While Time Remains: A North Korean Defector's Search for Freedom in America. New York: Simon & Schuster. ISBN 978-1-668-00333-6.